# Trachinotus anak
Trachinotus anak (лат.) — вид лучепёрых рыб семейства ставридовых. Максимальная длина тела 56,9 см. Распространены в субтропических водах Тихого океана у побережий Австралии и Тайваня. Взрослые особи обитают на мелководье (глубина от 0 до 5 м). Безвредны для человека, для оценки угрозы виду недостаточно данных. Служат объектом мелкого местного промысла и спортивной рыбалки.
Вид, предположительно, получил своё название по имени библейского персонажа Анака, родоначальника одного из племён рефаимов — анакитов, которые, согласно Писанию, отличались большим ростом.